# Pagurixus handrecki
Pagurixus handrecki is een tienpotigensoort uit de familie van de Paguridae. De wetenschappelijke naam van de soort is voor het eerst geldig gepubliceerd in 1992 door Gunn & Morgan.